# جمعیت فعال
جمعیت فعال به مجموع جمعیت بی‌کار و شاغل گفته می‌شود. جمعیت افراد به افرادی گفته می شوند که توانایی کار کردن را دارند.